# Fältspatporslin
Fältspatporslin, även kallat hårt porslin eller äkta porslin är ett hårt keramiskt ämne som ursprungligen tillverkades av en blandning av fältspat och kaolin och som bränns vid mycket hög temperatur. Fältspatsporslin tillverkades först i Kina på 800-talet.
Historiskt sett kallades porslin tillverkat i Asien från dessa nyss nämnda råvaror för hårt porslin. Inte förrän 1709 blev tillverkningsmetoden känd i Europa då Ehrenfried Walter von Tschirnhaus upptäckte formeln och Johann Friedrich Böttger efter dennes död vidareutvecklade upptäckten till en tillverkningsbar produkt. Från år 1710 tillverkas sådant porslin i Meissen. Böttger försökte hålla formeln hemlig, men den spreds till andra tyska keramiktillverkare och vidare till andra europeiska tillverkare. 
Numera används beteckningen om porslin tillverkat av blandningar av kaolin, fältspat och kvarts. Den blandning som fältspatsporslin bränns av består till hälften av lera (i synnerhet kaolin) och en fjärdedel fältspat och en fjärdedel kvarts.
Idag skiljer man hårt och mjukt porslin framförallt genom bränningstemperaturen; hårt porslin bränns vid runt 1400 °C och mjukt porslin vid runt 1200 °C.